# Kirgizië
Kirgizië (uitspraak: [kɪrˈɣizijə]) of historisch Kirgistan (Kirgizisch: Кыргызстан), officieel de Kirgizische Republiek (Kirgizisch: Кыргыз Республикасы, Kyrgyz Respoeblikasy), is een land in Centraal-Azië. Het land is een binnenstaat en wordt begrensd door Oezbekistan, Kazachstan, China en Tadzjikistan. De helft van het land, dat een totale oppervlakte heeft van 199.949 km², ligt boven 3000 meter hoogte in het Tiensjangebergte. De hoofdstad is de in het noorden gelegen stad Bisjkek.
Vanaf de negentiende eeuw kwam Kirgizië stap voor stap onder het gezag te staan van het Russische Rijk en later de Sovjet-Unie. In 1936 werd Kirgizië een socialistische sovjetrepubliek. Bij het uiteenvallen van de Sovjet-Unie verklaarde Kirgizië zich in 1991 onafhankelijk en in 1993 werd een grondwet van kracht die het staatshoofd verregaande bevoegdheden geeft.
De Centraal-Aziatische republiek kent in het zuiden nog steeds etnische spanningen, vooral tussen Oezbeekse en Kirgizische bevolkingsgroepen. Van de inwoners zijn 73 procent Kirgiezen, Oezbeken vormen met 15 procent een etnische minderheid. Het land kent problemen met corruptie, georganiseerde misdaad en slechte economische omstandigheden.
Het land behoort tot de Organisatie van Turkse Staten.

## Taal
Officiële talen zijn het Kirgizisch, dat tot de noordwestelijke groep van de Turkse talen behoort, en (sinds 1996 opnieuw) het Russisch. Volgens de grondwet hebben alle nationaliteiten het recht hun eigen taal te gebruiken. Russisch is de dominante taal van het land.

## Geschiedenis
Het gebied dat nu Kirgizië heet wordt al sinds de 8e eeuw door etnische Kirgiezen bewoond. Aan het begin van de 13e eeuw werd het ingelijfd in het Mongoolse Rijk van Dzjengis Khan; na diens dood werd het onderdeel van het Kanaat van Chagatai. In de eeuwen erna bleef Kirgizië onder de Mongoolse invloedssfeer vallen, tot het in de 18e eeuw tijdens de Qing-dynastie door China werd veroverd.
In de tweede helft van de 19e eeuw kwam Kirgizië stapsgewijs in Russische handen. In 1876 werd het ingelijfd door het Russische Rijk, in 1918 werd het veroverd door het Rode Leger. In 1924 werd de Kara-Kirgizische Autonome Oblast geformeerd binnen de RSFSR; deze werd in 1926 omgevormd tot de Kirgizische ASSR, een autonome socialistische sovjetrepubliek, alvorens in 1936 de Kirgizische Socialistische Sovjetrepubliek tot stand kwam, een van de vijftien de jure onafhankelijke unierepublieken binnen de Sovjet-Unie.
Tijdens de communistische overheersing werden er pogingen gedaan om de Kirgizische economie in een snel tempo te industrialiseren. Ondanks de toestroom van Russische immigranten en relatieve successen behoorde Kirgizië altijd al tot de economisch minst levensvatbare Sovjetrepublieken.

Vlag van de Kirgizische SSR

In 1990 begon de Sovjet-Unie uiteen te vallen. Op 15 december dat jaar werd de naam van het land van Kirgizische Socialistische Sovjetrepubliek gewijzigd in de Republiek Kirgizië (of Kyrgyzstan). Staatshoofd werd de in oktober 1990 gekozen president Askar Akajev. Reeds in 1991 nam het parlement wetten aan om de economie te hervormen. Tijdens de augustus-staatsgreep in Moskou, probeerden conservatieve communisten in Kirgizië president Akajev tevergeefs ten val te brengen. Op 31 augustus 1991 riep Kirgizië de onafhankelijkheid uit.
In 1993 nam Kirgizië een nieuwe grondwet aan en werd het land een presidentiële republiek. In de grondwet wordt ook de bijzondere positie van de islam benadrukt. Ondanks deze specifieke vermelding zijn er na 1996 (opkomst van de Taliban) moslimfundamentalisten actief in Kirgizië.
In 1995 en in 2000 werd Akajev herkozen als president. In maart 2002 was er een protest tegen president Akajev omdat Azimbek Beknazarov, een parlementariër die ervan verdacht werd zijn macht te hebben misbruikt, terecht moest staan. De meer dan 2000 demonstranten waren het hier niet mee eens en vreesden dat de regering hierachter zat om Beknazarov monddood te maken. Bij deze demonstratie vielen zeker 6 doden en 61 gewonden.
In mei 2002 werd er opnieuw een demonstratie ten gunste van Beknazarov onderdrukt. De oproerpolitie ging hierbij hardhandig te werk. In november 2002 werden er oppositieleiders gearresteerd.
In februari 2005 vonden er parlementsverkiezingen plaats die frauduleus verliepen. Zowel de oppositie als internationale waarnemers beschouwen de verkiezingsuitslag ondemocratisch. Nadat de officiële uitslag van de verkiezingen was bekendgemaakt vonden er dagelijks demonstraties plaats. Op 21 maart werden enkele belangrijke gebouwen in de hoofdstad Bisjkek bezet. Oppositiekrachten noemden deze opstand de Tulpenrevolutie.

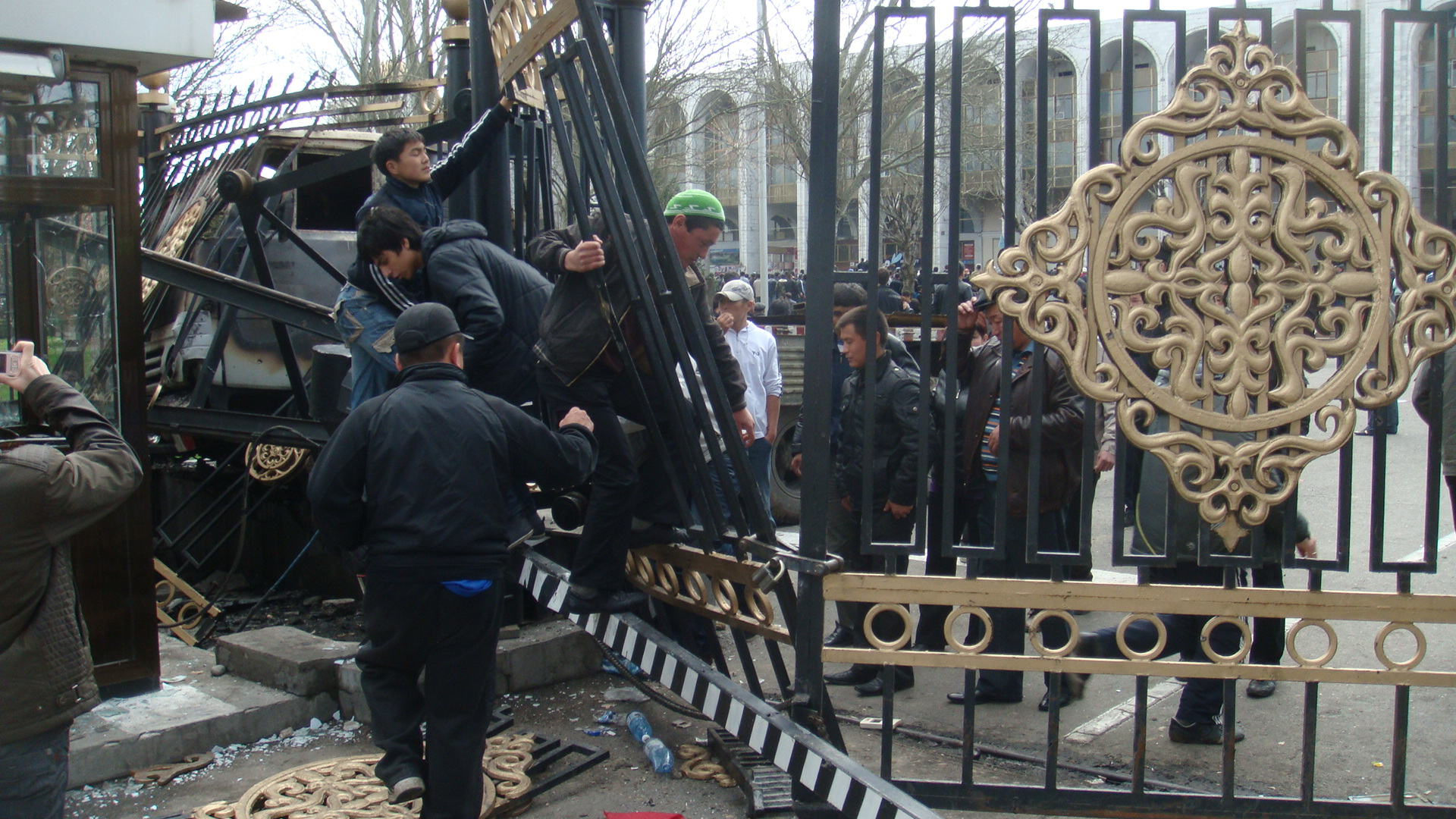
Protesten in 2010

Uiteindelijk leidde dit op 24 maart 2005 tot een machtswisseling waarbij Akajev zijn positie moest opgeven. Koermanbek Bakijev werd interim-president en voorzitter van het parlement. In juli 2005 werd Bakijev tot president verkozen. Na zijn inauguratie benoemde hij volgens afspraak Feliks Koelov tot premier.
In april 2010 waren er naar aanleiding van de arrestatie van oppositieleiders, onder wie Almazbek Atambajev, opnieuw demonstraties. De regering werd verweten de vrijheid van meningsuiting te beknotten en de media in hun werk te belemmeren. Op 7 april vielen tientallen doden bij bloedige betogingen, waarna de oppositie, onder leiding van Roza Otoenbajeva, de macht greep. Deze nieuwe regering zoekt vooral steun bij Rusland, omdat ze niet tevreden is over het beleid van Amerika. Na bemiddeling van Kazachstan, Rusland en de Verenigde Staten heeft de verdreven president Koermanbek Bakijev op 16 april 2010 ontslag genomen nadat hij naar de buurrepubliek Kazachstan gevlucht was. De macht is nu in handen van de oppositie met sinds 1 december 2011 Almazbek Atambajev als president. Na vrije verkiezingen in het najaar van 2017 werd hij opgevolgd door Sooronbaj Zjeenbekov. In oktober 2020 trad hij af, nadat er onrust was uitgebroken in het land wegens het vermeende frauduleuze verloop van de parlementsverkiezingen eerder die maand. Hij werd opgevolgd door Sadyr Zjaparov, die enkele dagen eerder uit de gevangenis was ontsnapt na een veroordeling wegens vermeende kidnapping van een overheidsfunctionaris in 2013. Diezelfde Zjaparov was enkele dagen eerder reeds aangeduid als premier van zijn land. Hierdoor vielen de functies van president en premier voor het eerst samen.

## Geografie

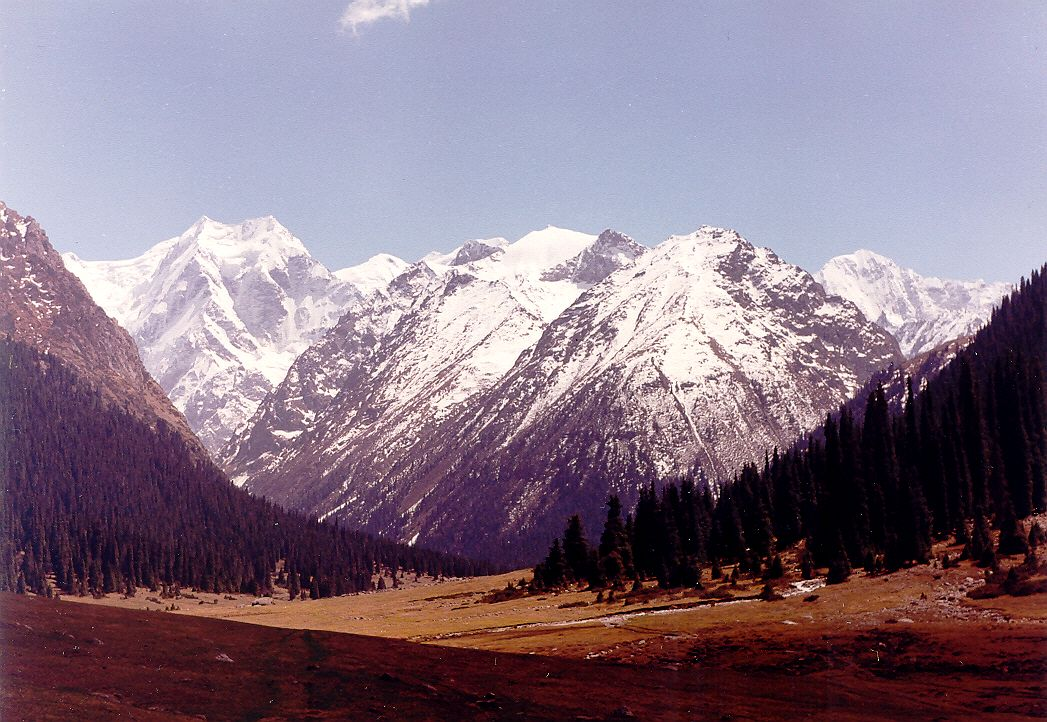
Het Tiensjangebergte

Kirgizië grenst aan de Chinese Volksrepubliek, Tadzjikistan, Oezbekistan en Kazachstan en ligt voornamelijk in het Tiangebergte. In het zuidwesten gaat dit gebergte over in de Pamir. De Soelajman-Too is een heilige berg voor de moslims die onderdeel is van de werelderfgoedlijst van de UNESCO.
De rivieren zijn onbevaarbaar, maar van groot belang voor de irrigatie en energievoorziening. Van de vele meren is het Issyk Koelmeer het grootste (6280 km²). Het meer is 182 kilometer lang en bij het breedste gedeelte 60 kilometer breed. Voornamelijk aan de noordzijde ervan is sprake van enig toerisme.
De hoofdstad van Kirgizië is Bisjkek. Daarnaast zijn Osj, Dzjalal-Abad, Karakol, Tokmok, Özgön, Kyzyl-Kyya en Balykchy de grootste steden qua inwoneraantal.

### Klimaat
Kirgizië heeft een uitgesproken landklimaat, met koude winters en hete zomers. In het voor- en najaar kan het in de bergen nog sneeuwen, maar 's zomers is het op grotere hoogte juist aangenaam vertoeven. De gemiddelde januaritemperatuur in Bisjkek is min 5 graden, in juli is het gemiddeld 24 graden.

## Politiek
Kirgizië is medeoprichter van de Organisatie van Turkse Staten.

### Bestuurlijke indeling

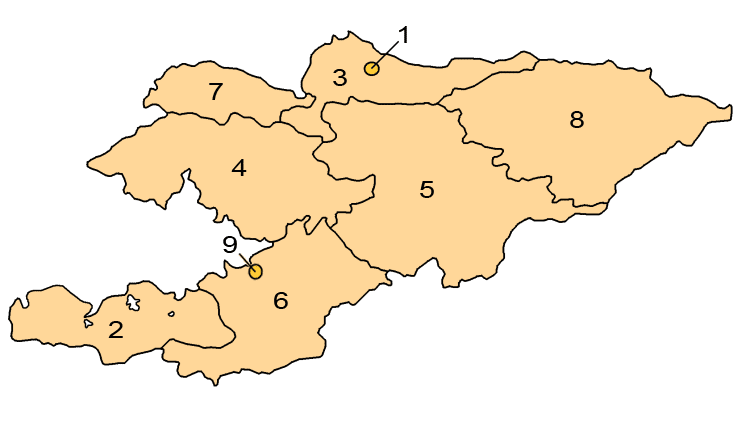
Bestuurlijke indeling van Kirgizië

Kirgizië is bestuurlijk onderverdeeld in twee steden (shaar) en zeven oblasten (oblastlar).
1. Bisjkek (shaar)
2. Batken
3. Chü
4. Jalal-Abad
5. Naryn
6. Osj (oblast)
7. Talas
8. Ysykköl
9. Osj (shaar)

De oblasten zijn op hun beurt weer verder onderverdeeld in rayons. De rayons zijn onderverdeeld in gemeenten.

## Bevolking

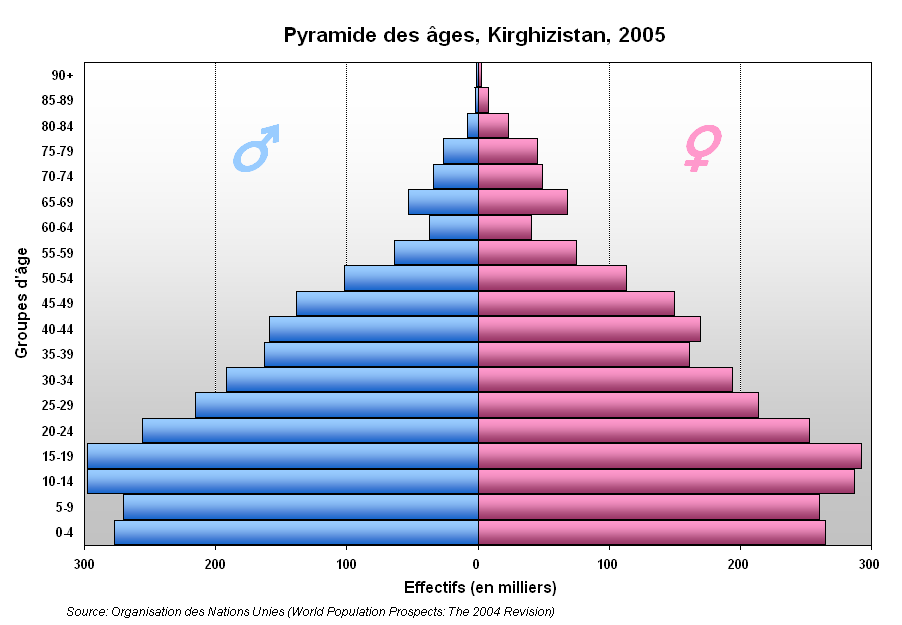
Bevolkingspiramide (2005)

Kirgizië had op 1 januari 2015 5,9 miljoen inwoners. 34 % is jonger dan 15 jaar, 4 % is boven de 65. Het land kent relatief veel platteland: een derde van de bevolking leeft in stedelijk gebied. De gemiddelde bevolkingsdichtheid is 30 inwoners per km².
De grootste etnische groep bestaat uit de Kirgiezen, een Turks volk. Ze maken 69 % van de bevolking uit (2007). De grootste etnische minderheid bestaat met 14,5 % uit Oezbeken, die met name in het zuiden wonen. Russen (9 %) wonen vooral in het noorden. Kleinere minderheden zijn Wolga-Tataren (1,9 %), Oeigoeren (1,1 %), Tadzjieken (1,1 %), Kazachen (0,7 %) en Oekraïners (0,5 %). Kirgizië kent meer dan tachtig verschillende bevolkingsgroepen.
In Kirgizië heeft zich een forse verandering voorgedaan in de etnische samenstelling sinds de onafhankelijkheid. Het percentage etnische Kirgiezen groeide van 50 % in 1979 tot bijna 70 % in 2007 doordat Europese etnische groepen zoals Duitsers, Oekraïners en Russen massaal het land verlieten. Hun aandeel verminderde van 35 % naar 10 %. Het percentage etnische Russen daalde van 29 % in 1970 tot 21 % in 1989. Sinds 1991 verhuisden grote aantallen Duitsers naar Duitsland. In 1989 woonden er nog ruim 100.000 Duitsers in Kirgizië. Tussen 1991 en 2002 emigreerden er meer dan 600.000 mensen uit Kirgizië.

## Religie
De Kirgiezen hangen voor het merendeel de (soennitische) islam aan (75 % van de bevolking). Kirgizië werd in de 18e eeuw geïslamiseerd. Ook de Oezbeken zijn hoofdzakelijk islamitisch. De Russen zijn Russisch-orthodox (20 % van de bevolking). De Katholieke Kerk heeft er een apostolische administratie met zetel in Bisjkek.

## Cultuur

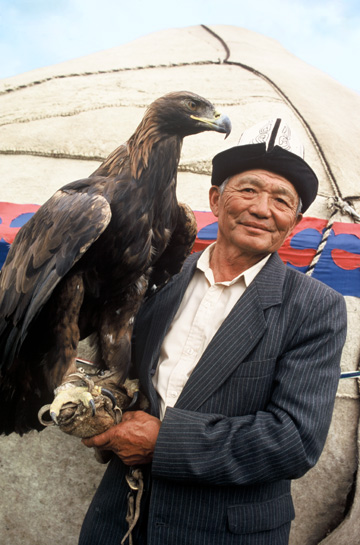
Een valkenier

Een kunstenaarsduo met bekendheid buiten Kirgizië is Kasmalieva en Djoemaliev. Zij ontvingen een Prins Claus Prijs in 2010.

## Feestdagen in Kirgizië[13]
- 7 januari - Russisch Orthodox Kerstmis
- 23 februari - Dag van de verdedigers van het vaderland
- 8 maart - Internationale Vrouwendag
- 9 mei - Dag van de overwinning
- 1 juni - Internationale Dag van het Kind (Kinderdag)
- Ramadan
- Suikerfeest (Id-al-Fitr)
- 31 augustus - Onafhankelijkheidsdag
Op 31 augustus 1991 verklaarde Kirgizië zich onafhankelijk van de Sovjet-Unie. De onafhankelijkheid werd in december 1991 erkend.

## Economie
Na de onafhankelijkheid in 1991 begon men op aansporen van president Akajev dadelijk de economie te hervormen, waarbij privatiseringen een belangrijke rol speelden. Ondanks deze hervormingen raakte Kirgizië in een economische crisis. De loskoppeling van de Sovjet-Unie, het wegblijven van subsidies en de plotseling veel hogere prijzen van aardgas en aardolie zorgden ervoor dat het land, dat zelf nauwelijks natuurlijke hulpbronnen bezit, steeds verder in het slop raakte. De uittocht van 200.000 Russen, Wit-Russen en Oekraïners, die in belangrijke mate de kern van de industriële arbeidskracht vormden, leidde tot grote problemen.
In 2017 was het bruto binnenlands product (bbp) van Kirgizië US$ 7,7 miljard, ofwel zo’n US$ 1230 per hoofd van de bevolking. De economie is sterk afhankelijk van het geld dat migranten, werkzaam in het buitenland, naar huis sturen en dit maakt ongeveer een derde van het bbp uit. Verder levert de Koemtor goudmijn met 10% een belangrijke bijdrage aan het bbp en ongeveer een derde van de exportopbrengsten komt van de uitvoer van goud. Het land heeft een groot tekort op de handelsbalans en dit is waarschijnlijk nog groter dan de cijfers aangeven. In 2016 lag de Chinese export naar Kirgizië viermaal hoger dan de importcijfers van Kirgizië aangeven, een indicatie dat op grote schaal wordt gesmokkeld.
De overheid is relatief groot en telt veel ambtenaren. De begroting toont tekorten en de staatsschuld is hoog en luidde voor 80% in buitenlandse valuta in 2017. De fluctuaties in waarde van de nationale valuta tegenover de Russische roebel zijn beperkt.
In 2016 leefde een kwart van de bevolking onder de nationale armoedegrens.
De beroepsbevolking bestaat uit 2,7 miljoen mensen van het totaal van 5.357.000 mensen in heel Kirgizië. Daarvan heeft 30% werk in de dienstensector, 15% werk in de industriesector en 55% werk in de landbouwsector.
In 2019 stond het land op plaats 126 van de 180 beoordeelde landen in de corruptieperceptie-index van Transparency International.

### Toerisme
Het toerisme is in Kirgizië in ontwikkeling. Een netwerk van logies bij lokale families is geleidelijk ontstaan. De opbrengsten uit deze activiteiten komen rechtstreeks ten goede aan de families. Dit netwerk wordt Community Based Tourism (CBT) genoemd.

## Archeologie
In 2011 werden in de Chüy oblast, meer bepaald in Krasnaya Rechka (Красная Речка) ruïnes gevonden van boeddhistische kloosters met Boeddhabeelden van anderhalve meter tot vier meter hoog.